# 阮氏双碑楼
阮氏双碑楼，位于山西省运城市河津市小梁乡西梁村。
2016年6月6日，阮氏双碑楼公布为山西省文物保护单位，编号5-111。2019年10月7日升格为全国重点文物保护单位。